# Slash Média
Slash Média est un webzine suisse romand composé d'articles réalisés par des jeunes et à destination de la jeunesse. Il est fondé le 18 septembre 2016 par le journaliste suisse Malick Reinhard et publié pour la dernière fois le 1er septembre 2019.

## Présentation
La publication est périodique et vise des sujets variés tels que la culture, les festivals, la technologie et les thématiques de société.
Sa ligne éditoriale se positionne plutôt à gauche de l'échiquier politique et se qualifie comme « un média qui prend parti, mais qui aime aussi donner la voix à ceux qui ne pensent pas comme lui ». Le webzine se veut être « une espèce de laboratoire où l’on se teste, où l’on n’a pas peur de faire faux ».
Ses rédacteurs ont entre 15 et 30 ans et sont des bénévoles issus de presque tous les cantons romands. La rédaction se compose d'une dizaine de pigistes.
Au 13 octobre 2018, le site comptabilise entre 2 000 et 2 500 visiteurs uniques par jour.
Entre 2016 et 2019, ce ne sont pas moins de 47 rédacteurs qui ont apposé leur signature dans les colonnes du webzine. La plupart d’entre eux travaillent aujourd’hui dans des rédactions professionnelles.
Slash Média s'arrête le 1er septembre 2019, « pour des raisons de budget et d’essoufflement de ses rédacteurs bénévoles »,.

## Identité visuelle

### Logos

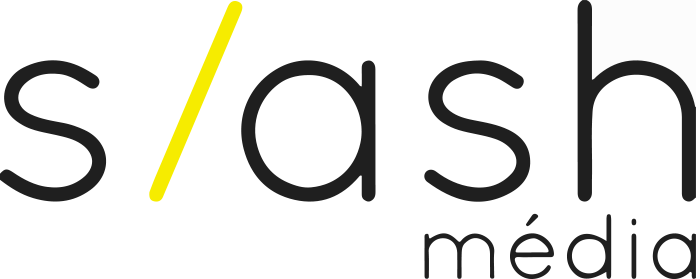
Logo du 1er septembre 2016 au 8 janvier 2017
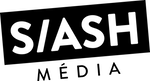
Logo du 9 janvier 2017 au 2 septembre 2018
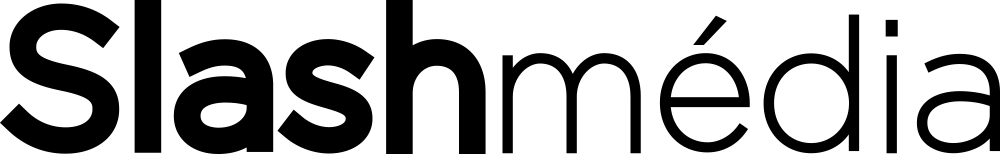
Logo depuis le 3 septembre 2018